# المضيرب
مدينة المضيرب مدينة في سلطنة عمان وتتبع ولاية القابل وتقع على الشارع العام بين مسقط وصور.
تبعد عن برج الصحوة مسافة 160كم وتتميز هذه المدينة بطابعها المعماري القديم وبيوتها الأثرية الرائعة ذات الفن الزخرفي العماني الفريد وقد انعكس ذلك الطابع على المباني الحديثة التي اقامها مواطنوها تمسكا منهم بالتراث للمحافظة عليها كنموذج مثالي متكامل لمدن الريف العماني الجميل. 

## سبب التسمية
المضيرب تعني المكان المنخفض من الأرض ولعل موقعها الذي تحده الجبال من جميع الجهات ساعد على تسميتها بهذا الاسم والمضيرب تصغير مضرب الذي هو مفرد مضارب والمضارب هي منازل القوم أو الجيوش التي تضرب سرادقها لغرض الاستقرار الدائم أو المؤقت. 

## معالم اثرية
يقدر بحوالي 50 موقعا اثريا رائعا بمدينة المضيرب وهذا مما يجعلها محط انظار السائحين سواء من داخل السلطنة أو خارجها وعابري الطريق بين مسقط وصور. 
تعتبر بحق مركزا سياحيا في منطقة شمال الشرقية لتوسطها بين ولايات ابراء والمضيبي وبدية ووادي بني خالد ومن أهم المعالم الأثرية التي تشتهر بها:
- الحصن الشرقي وسمي بهذا الاسم لوجوده في قمة الجبل بالجهة الشرقية من المضيرب
- بيت سعيد بن محمد وهو عبارة عن بيت كبير مبني من الجص يتألف من طابقين وينقسم إلى عدة اروقة
- بيت البرج وهو مجلس كبير اعاد بناؤه المشايخ أولاد حميد ويلتقي به سكان المدينة صباح العيد لتبادل التهاني
- قلعة الخناجرة وتتوسط الحي القديم وتعتبر من اضخم القلاع في المنطقة، *
- البيت العود وهو منزل كبير مبني من الجص ويتوسط الساحة الرئيسية للبلد ويتكون من طابقين ويمر الفلج بداخله
- سبلة المحارمة وهي مجلس ضخم عالي السقف ويتميز بنقوشه الرائعة

يحيط بالمضيرب قديما سور متصل بالجبال المحيطة بها ومفتوحة من جهة النخيل فقط وقد تهدم جانب من سورها المحكوم بأربع بوابات وهذه البوابات تسمى (دراويز) ومفردها (دروازة) وهي: دروازة كشام، ودروازة قرضوب، ودروازة الغيوث، ودروازة كنيشة.

## علم وثقافة
واهل المضيرب يحبون العلم والمعرفة والثقافة ويندر ان تجد فيها (اميا) وقد انعكس اهتمامهم بالعلم والثقافة على الشهرة الكبيرة لمعاهدهم الأولى والتي تتمثل في (السبلة) ومن خلال ما تشتهر به من الكم الهائل من المساجد والتي هي اقرب إلى المعاهد العلمية وقد تخرج منها العديد من العلماء والمشاهير والمؤلفين والادباء ومن هذه المساجد مسجد الحساب ومسجد العريق ومسجد القرحة ومسجد أبو الركع ومسجد دبيك ومسجد عمر ومسجد محيسن.
هتم أهالي هذه المدينة باقتناء الخيول العربية الأصيلة وتربيتها كما اشتهرت بذلك ولاية القابل عموما وعليه أصبح شعارها (الخيل والفروسية) ولا تنحصر مهمة الخيل على ميادين الاستعراض والسباقات التي كانت تقام كل أربعاء بالمضيرب بل كان للفروسية معان أخرى وقيم اخلاقية.

## الزراعة ونظام الري
تشتهر المضيرب بالزراعة وممارسة بعض الصناعات التقليدية مثل صناعة الخناجر وصياغة الذهب والفضة وصناعة الحلوى العمانية وفن النحت على الخشب والصناعات السعفية المتنوعة وغيرها من الصناعات التقليدية والتي كانت وما زالت مصدر رزق لسكان هذه المدينة ويعتبر النخيل التي تشتهر بها هذه المدينة المصدر الأساسي لاجود أنواع البسور التي تصدر للخارج وبها تشتهر أيضا نخلة (الزبد) التي صارت محور عدد من المطارحات الشعرية مؤخرا وقد صدر فيها ديوان شعر مستقل يؤكد جودتها بين النخيل في عمان كما توجد بالمضيرب نخلة (الصليب) التي تنفرد بها تماما. وبالإضافة إلى النخيل توجد فيها الحمضيات وبعض الفواكة مثل الزيتون والرمان والمانجو والبطيخ والشمام وغيرها من الفواكة والخضراوات.
وتروي هذه المزروعات عن طريق الفلج ويشتهر فلج المضيرب بأنه لا ينضب حتى في أسوأ الحالات من المحل وينقسم فلج المضيرب داخليا إلى قسمين ويطلق عليه بعضهم اسم (الداؤدي) نسبة إلى النبي داؤود الذي يعتقد أن في عهده شقت بعض الإفلاج العمانية وينقسم الفلج من الناحية الزمنية إلى ثمان عشرة (بادة) وهي وحدة قياس زمنية، وللفلج نظام خاص لا يعرفه الا بعض المتمرسين ومنها المزولة الشمسية وتسمى (الخشبة) وتستخدم نهارا ومنها النجوم بالليل التي ترصد من مسجد الحساب.

## تطور وعمران
حظيت مدينة المضيرب كغيرها من المدن العمانية بنصيب وافر من منجزات النهضة المباركة حيث عمت الخدمات التنموية جميع المواطنين وأصبح يتمتع المواطن في ظل النهضة المباركة بقيادة السلطان قابوس بن سعيد بسبل العيش الكريم وينعم المواطن في هذه المدينة بخدمات الكهرباء والمياه والاتصالات والطرق الحديثة المعبدة حيث يوجد بهذه المدينة محطة الكهرباء التي تمد الكهرباء إلى هذه المدينة وغيرها من الولايات المجاورة كما يوجد مكتب البريد ومقر بلدية القابل ومكتب الكهرباء كما يوجد بها عدد من المدارس وامتدت الطرق المرصوفة في كل حاراتها القديمة والحديثة وقد شهدت هذه المدينة في الآونة الأخيرة حركة تطور وعمران شملت جميع نواحي الحياة، كما شهدت حركة تجارية نشطة من خلال افتتاح العديد من المحلات التجارية والسعي نحو تطوير المحلات القديمة وتوسعتها وترميم السوق القديم بالمضيرب.

## هبطة المضيرب
هبطة المضيرب تعتبر آخر هبطات الاعياد في المنطقة التابعة لها هذه المدينة وتقام مرتين في العام الواحد إحداهما في الثامن والعشرين من شهر رمضان المبارك والأخرى في اليوم الثامن من شهر ذي الحجة، وتشهد هذه الهبطات إقبالا كبيرا من الباعة والمتسوقين ليس لانها تتمتع بشهرة كبيرة على مستوى المنطقة الشرقية فحسب بل لانها تقام على اعرق الاسواق وهو سوق المضيرب القديم ذو الطابع التاريخي والذي يقصده التجار قديما من جميع ولايات المنطقة، وما تتميز به هذه الهبطات من إقامة السباقات التي تتزامن مع هذه الهبطات سواء كانت في مجال سباقات العرضة للخيل أو سباقات الهجن والتي يحرص الجميع على حضورها.

## مؤسسات أهلية
تحتضن مدينة المضيرب مبنى نادي الاتفاق الرياضي فرع المضيرب؛ اضف إلى ذلك فان هذه المدينة تعتبر مقرا لجمعية المرأة العمانية بولاية القابل والتي لا يقل دورها عن دور النادي في مجال توعية المرأة العمانية واكتشاف مواهبها وصقلها وتثقيفها واعدادها للإسهام بفعالية في المجتمع، ونشير هنا إلى الدور الذي تلعبه الجمعية في مجال تنشئة الأطفال واعدادهم سواء كان ذلك عن طريق تعليمهم بافتتاح أقسام للروضة والتمهيدي أو إرشاد الأمهات بطريقة التعامل مع المشاكل اليومية التي تصادف الأطفال.
هذا إضافة إلى ما تقوم به مدرسة النور لتحفيظ القرآن الكريم لتنشئة الأطفال تنشئة دينية صالحة من خلال تعليمهم القرآن الكريم وتلاوته وتجويده.